# Quincy Phillips
Quincy Phillips (* um 1980) ist ein US-amerikanischer Musiker (Schlagzeug, auch Arrangement) des Modern Jazz.

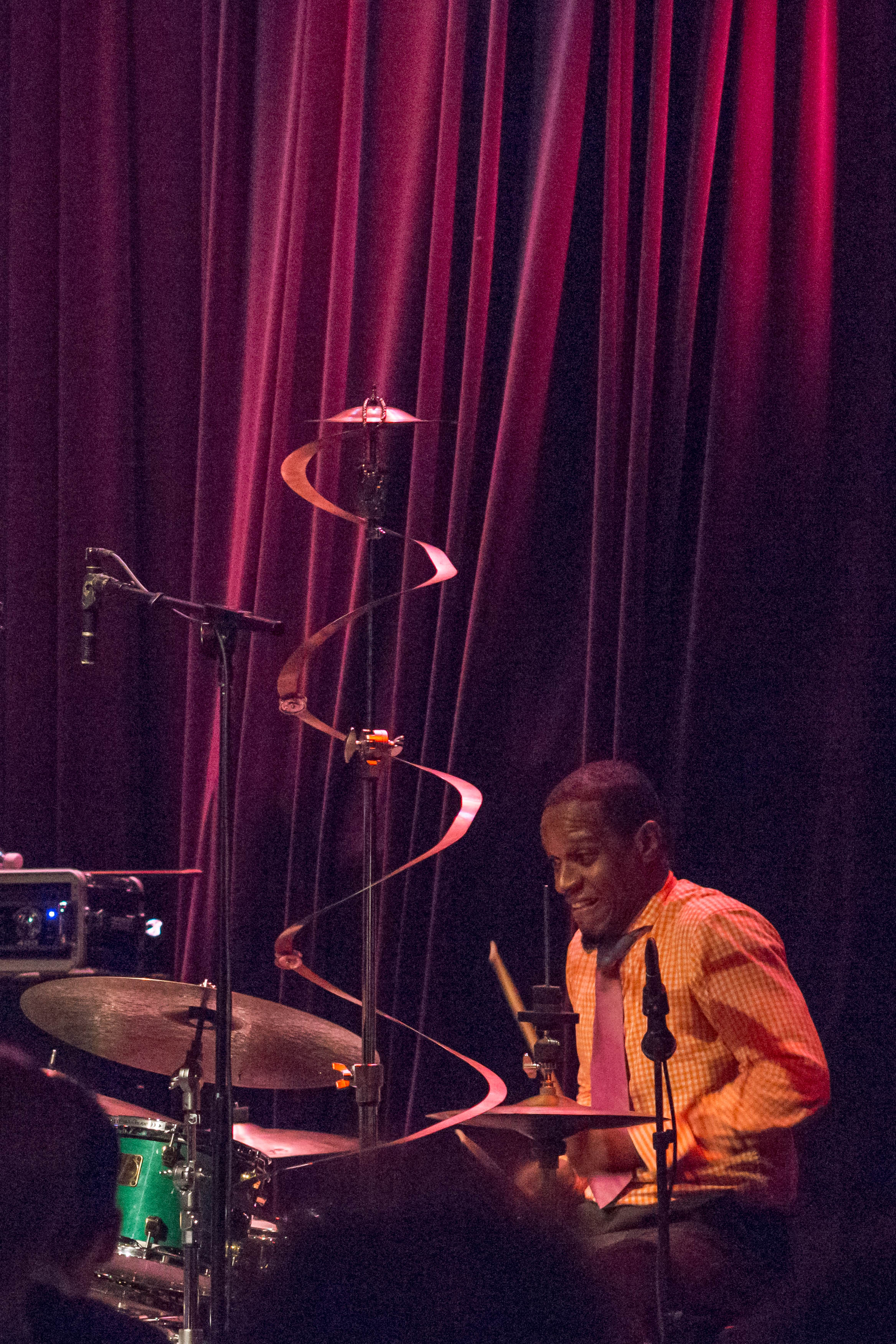

## Leben und Wirken
Phillips, der aus Baltimore stammt, erwarb den Bachelor in Musik an der Howard University in Washington, D.C. Er arbeitete ab den frühen 2000er-Jahren in der amerikanischen Jazzszene; erste Aufnahmen entstanden 2003 mit dem Trio The Young Lions (Ibrahim's Dream). In den folgenden Jahren spielte er u. a. mit Jon Beshay, Tim Green (Songs from the Season, 2013) und in der Christian McBride Bigband (Bringin’ It, 2017), außerdem mit Yolanda Adams, Leon Bridges, Andra Day, Anthony Hamilton, Demi Lovato und Sam Moore. Mit Roy Hargrove konzertierte er 2014 auch in Deutschland. 2020 leitet er ein Quintett, dem Josh Evans, Bruce Williams (Altsaxophon), Alex Brown (Piano) und Ameen Saleem (Bass) angehören. Phillips war Sieger in der Kategorie Jazzkomposition für sein Arrangement von „Alone Together“ auf der Konferenz der International Association for Jazz Education in New York City.